# Weingut Freiherr von und zu Franckenstein
Das Weingut Freiherr von und zu Franckenstein ist ein Weingut mit 18 ha Anbaufläche am Stadtrand von Offenburg im Weinbaugebiet Baden. Schwerpunktmäßig werden die Rebsorten Riesling, Spätburgunder und Grauburgunder angebaut. Das Weingut ist seit 1926 Mitglied im Verband Deutscher Prädikatsweingüter (VDP).

## Geschichte
Erstmals erwähnt wird das Weingut im 13. Jahrhundert, damals stand es im Eigentum der Ritter von Bach (Grundherren im Raum Offenburg). Im Jahr 1517 erfolgte die erste betriebliche Aufzeichnung über einen Rebhof. Im Jahr 1710 gelangte es durch Heirat in den Besitz der jetzigen Eigentümer, den Freiherren von und zu Franckenstein.
Seit Februar 2008 ist Stefan Huschle Pächter des Weingutes.

## Lagen
- Zell-Weierbacher Neugesetz
- Zell-Weierbacher Abtsberg
- Berghauptener Schützenberg
- Laufer Gut Alsenhof

## Rebsorten
- Müller-Thurgau
- Weißburgunder
- Grauburgunder
- Riesling
- Chardonnay
- Traminer
- Spätburgunder
- Zweigelt
- Muskateller